# Frank Lukas (Musiker)
Frank Lukas (* 26. Januar 1980 in Bottrop) ist ein deutscher Popschlagersänger, Texter und Komponist.

## Leben und Wirken
Mit dem Arrangeur Jack Price nahm er 2009 seinen ersten Titel auf. Lukas ist auf zahlreichen Samplern (u. a. DJ-Hitparade, Ballermann-Hits, Die Neue Hitparade, Party-Schlager-Charts, Bääärenstark) und in den relevanten Hitparaden vertreten. Er trat im Vorprogramm verschiedener Künstler wie Matthias Reim, Michael Wendler, Andreas Martin oder Jörg Bausch auf. Er hat regelmäßige Auftritte auf Mallorca sowie in Discotheken in Deutschland. 2012 wurde Lukas von der Europäischen Gesellschaft für Musik der „Sound Music Award“ als „Bester Newcomer im Popschlager“ verliehen.
Frank Lukas ist auch als Texter und Komponist in den Segmenten Pop und Schlager tätig. So schrieb er zusammen mit Jack Price z. B. für Jürgen Drews den Titel Denn mit Dir bin ich wunschlos glücklich und für die Grubertaler die Lieder Ich nannte sie Jeanee und Für den Rest meines Lebens.
Seit 2018 hat Frank Lukas sein Kreativteam um Axel Breitung (Mastermind DJ BoBo) und Tim Peters (Hitschreiber von „Nicht verdient“, dem Duett von Michelle und Matthias Reim) erweitert. Peters ist als Produzent für 8 der 13 Songs auf dem Album „Tausend Bilder“ verantwortlich. Darüber hinaus hat dieses Kreativteam gemeinsam mit Matthias Reim dessen Single „EISKALT“ geschrieben.

## Diskografie
- 2009 – Volltreffer, Mini-Album mit sechs Titeln, Label B46 Records
- 2011 – Männerherzen, Monopol Records (Vertrieb DA Music)
- 2013 – Männerherzen II, Monopol Records (Vertrieb DA Music)
- 2015 – Intensiv, Monopol Records (Vertrieb DA Music)
- 2017 – Unbedingt, Monopol Records (Vertrieb DA Music)
- 2019 – Tausend Bilder, Monopol Records (Vertrieb DA Music)